# Одна ніч у Періс
«Одна́ ніч у Пе́ріс» (англ. 1 Night in Paris) (гра слів: назву також можна перекласти як Одна ніч у Парижі) — порнографічний фільм з розряду домашнього відео, в якому демонструються сексуальні стосунки Періс Гілтон і її приятеля Ріка Саломона. Фільм знятий в одному з готелів Лас-Вегаса, тому слово Paris слід розуміти саме як ім'я головної героїні — Періс.

## Обставини
Фільм з'явився незадовго до виходу реаліті-шоу «Просте життя», в якому Періс Гілтон дебютувала на телебаченні, і відразу викликав сенсацію. Після заяви Періс про те, що вона не тямила себе й не усвідомлювала нічого з того, що відбувалося та записане на плівці, Рік Саломон подав на неї до суду за наклеп. Гілтон пред'явила зустрічний позов з приводу виходу відео. Однак у липні 2005 справа була припинена. Відповідно до заяв, Гілтон отримала 400 000 доларів, а також відсоток з продажів запису. Однак пізніше, в інтерв'ю журналу GQ, Періс заявила, що не отримувала ні цента від запису. «Це брудні гроші і Саломон повинен віддати їх на допомогу жертвам сексуального насильства або куди-небудь ще».
DVD випущений компанією Red Light District, що виробляє і розповсюджує порнографічне відео, і може бути легально придбаний. Крім того, в мережі Інтернет, як і раніше обертається безліч нелегальних копій як з DVD, так і з оригінального запису.

## Сюжет
Логічно фільм поділяється на кілька частин, до кожної з яких Рік Саломон спочатку дає невеликі коментарі. На початку першої частини (у нічному режимі) камеру тримає Періс Гілтон, пізніше камеру бере Рік, потім вона жорстко фіксується. Ця частина найтриваліша за часом. Присутній оральний та вагінальний секс. Друга частина, що називається «Ванна кімната в готелі», знята в кольорі. Показується Періс у нижній білизні у ванній кімнаті. Третя частина (теж у кольорі) демонструє кунілінгус у виконанні Ріка. Пізніше пара перебирається на ліжко. У четвертій, заключній, частині показуються оральні ласки вже з боку Періс.

## Художні особливості
Велика частина фільму знята в режимі нічної зйомки, з використанням інфрачервоного випромінювання. Подібний спосіб дає монохромну картинку з вельми сильною грануляцією. У такому режимі зняті найбільш відверті частини, в тому числі вагінальне проникнення. Менш відверті частини — Періс у нижній білизні, коментарі Ріка — зняті в звичайному кольорі.

## Нагороди
AVN Awards 2005:
- Best Selling Title of the Year (Лідер продажів)
- Best Renting Title of the Year (Лідер року з прокату)
- Best Overall Marketing Campaign — Individual Project.